# Drugi morejski rat
Drugi morejski rat (Sedmi mletačko-osmanski rat), poznat i kao Mali rat ili Sinjski rat, vojni je sukob između Mletačke Republike i Osmanskog Carstva, koji je trajao od 1714. do 1718. godine. To je bio sedmi po redu mletačko-osmanski rat otkako su u prvoj polovici 15. stoljeća Turci zaprijetili ugrožavanjem trgovačkih puteva Mletačke Republike u Sredozemlju. U vojni sukob se 1716. godine na strani Mlečana uključila i Habsburška Monarhija, čime je počeo Četvrti habsburško-turski rat, koji se vodio na širokom prostoru od Pounja na zapadu do Vlaške na istoku. Drugi morejski rat završio je pobjedom Osmanlija u pogledu ponovnog osvajanja Moreje koju je Mletačka Republika zauzela u Morejskom ratu, ali i teritorijalnim gubitcima na nekim drugim područjima (npr. u Dalmaciji), te je na kraju došlo do sklapanja Požarevačkog mira. Veći dio teritorijalnog proširenja Habsburzi su izgubili u sljedećem ratu protiv Osmanlija.

## Pozadina sukoba
Inicijativu za pokretanje sukoba preuzelo je Osmansko Carstvo u želji da, nakon poraza u Morejskom ratu (1684. – 1699.) povrati izgubljene teritorije, osobito Peloponez. Prilike su postale povoljne za Osmanlije, nakon što su 1711. godine pobijedili Rusko Carstvo u rusko-turskom ratu, kojim su ponovno stekli Azov. U međuvremenu, Habsburška Monarhija je bila upletena u dugotrajni Rat za španjolsku baštinu, koji se vodio od 1701. do 1714. godine, što je Osmanlijama pružilo priliku za neometanu vojnu intervenciju, jer se ranija velika kršćanska koalicija bila raspala.

## Tijek ratovanja
Turci započeli napadati mletačke posjede u južnoj Grčkoj i u Dalmaciji. U lipnju 1715. godine Osmanlije su napale Peloponez i osvojile ga. U kolovozu godine velika osmanska vojska napala je grad Sinj u Dalmaciji, ali je bila poražena i prisiljena na povlačenje. Nakon te bitke nije bilo većih vojnih operacija u Dalmaciji do kraja te godine, osim u Kninskoj krajini i na području od Neretve do Boke kotorske, gdje su uglavnom bili zabilježeni hajdučki napadani na Osmanlije.
Sljedeće godine osmanske trupe su krenule u zauzimanje Jonskih otoka te su se 8. srpnja 1716. godine, iskrcali na otoku Krfu i započeli opsadu. Branitelji su uspjeli odbiti nekoliko napada, a nenadana pomoć došla im je 9. kolovoza, kada je velika oluja uništila većinu osmanskog brodovlja, zbog čega su se Turci morali povući. U međuvremenu, iste je godine Habsburška Monarhija sklopila vojni savez s Mletačkom republikom i ušla u rat na njenoj strani. Carska je vojska pod zapovjedništvom princa Eugena Savojskoga porazila 5. kolovoza 1716. godine, osmansku vojsku kraj Petrovaradina, a 13. listopada je osvojila Temišvar, posljednje uporište Osmanlija u Banatu. Poslije velike pobjede kod Petrovaradina, princ Savojski je naredio banu i grofu Ivanu V. Draškoviću Trakošćanskom, pukovniku Maksimilijanu Petrašu i grofu Josephu Rabati da započnu ofenzivno djelovanje uzduž Save i Une, što su s uspjehom obavili. Kod pokušaja prodora u Bosnu, austrijski vojni zapovjednici su doživjeli poraz.
Tijekom daljnjeg sukoba, Austrijanci su 18. kolovoza 1717. godine zauzeli Beograd, nakon čega se predao i Šabac. S druge strane, Mlečani su uspjeli ostvariti tek manje uspjehe u Grčkoj, dok su u Dalmaciji uspjeli Osmanlijama preoteti Imotski s okolicom, 2. kolovoza 1717. godine, a ostvarili su i manje dobitke na području Boke kotorske.

## Požarevački mir
Rat je završen potpisivanjem mira u Požarevcu, 21. srpnja 1718. godine, između Habsburške Monarhije i Mlečana s jedne i Osmanskog Carstva s druge strane. Odredbama mirovnog ugovora svatko je zadržao one teritorije koje je dobio i držao u trenutku sklapanja mira. Odredbama mira Habsburgovcima je pripala zapadna Vlaška, Banat, sjeverna Srbija s Beogradom, Srijem, Pounje s gradovima Dubicom, Kostajnicom i Bosanskim Novim, te uski pojas uz desnu obalu rijeke Save s naseljima u Bosanskoj Posavini.
Mlečani su se razgraničili u Dalmaciji preko tzv. Linea Mocenigo, čime su proširili svoj teritorij Imotski i dolinu rijeke Cetine, a nova granična linija slijedila je greben planina Dinare i Kamešnice, tzv. Acquisto nuovissimo, što je u osnovi i današnja granica između Republike Hrvatske i Bosne i Hercegovine. S druge strane, izgubili su Peloponez i posljednja uporišta na Kreti i Gabelu na Neretvi. Također, bili su prisiljeni vratiti osvojeno područje u istočnoj Hercegovini, u neposrednom zaleđu Dubrovačke Republike, zapravo bile potvrđene odluke mira u Srijemskim Karlovcima 1699. godine, kojima su Osmanskomu Carstvu bili prepušteni koridori radi razdvajanja teritorija Dubrovačke i Mletačke Republike.

## Vanjske poveznice
- Požarevački mir Hrvatska enciklopedija